# Diócesis de Kotor
La diócesis de Kotor (en latín: Dioecesis Catharensis y en montenegrino: Которска бискупија) es una circunscripción eclesiástica de la Iglesia católica en Montenegro. Se trata de una diócesis latina, sufragánea de la arquidiócesis de Split-Makarska. Desde el 12 de septiembre de 2024 su obispo es Mladen Vukšić, de la Orden de Frailes Menores.

## Territorio y organización

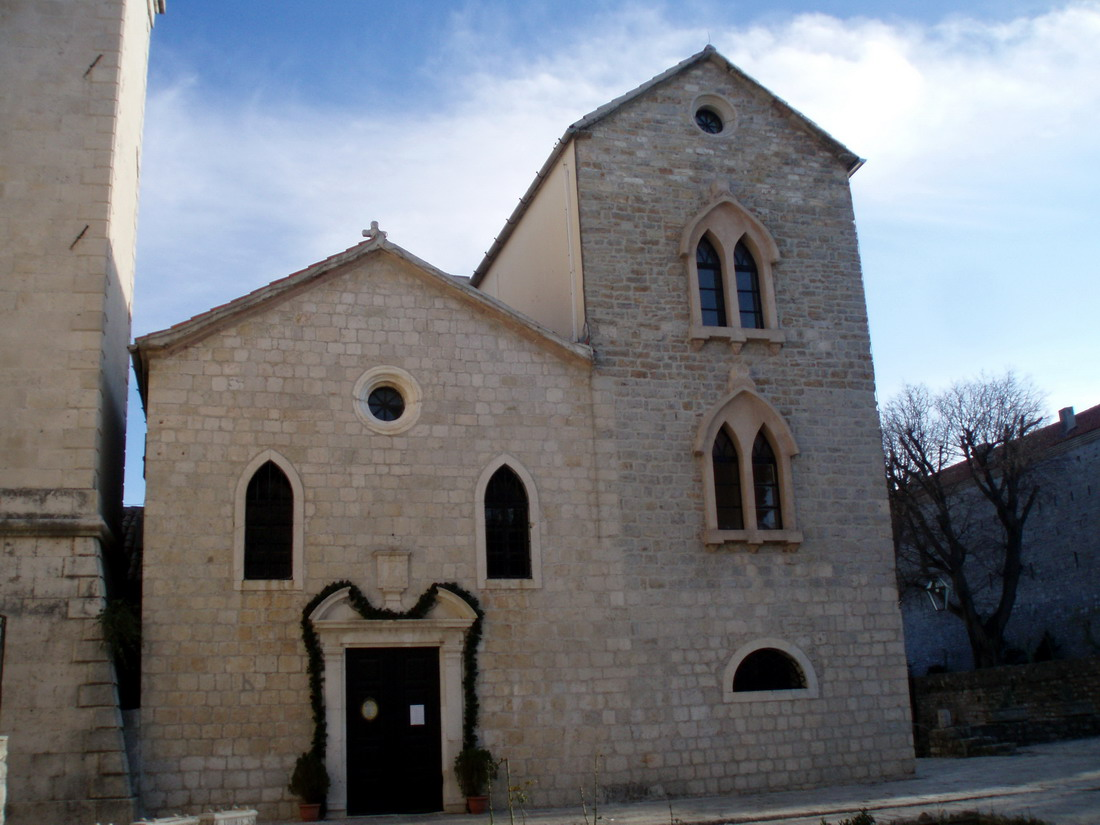
Excatedral de San Juan Bautista, en Budva

La diócesis tiene 674 km² y extiende su jurisdicción sobre los fieles católicos de rito latino residentes en los municipios de Kotor, Herceg Novi, Budva y Tivat. 

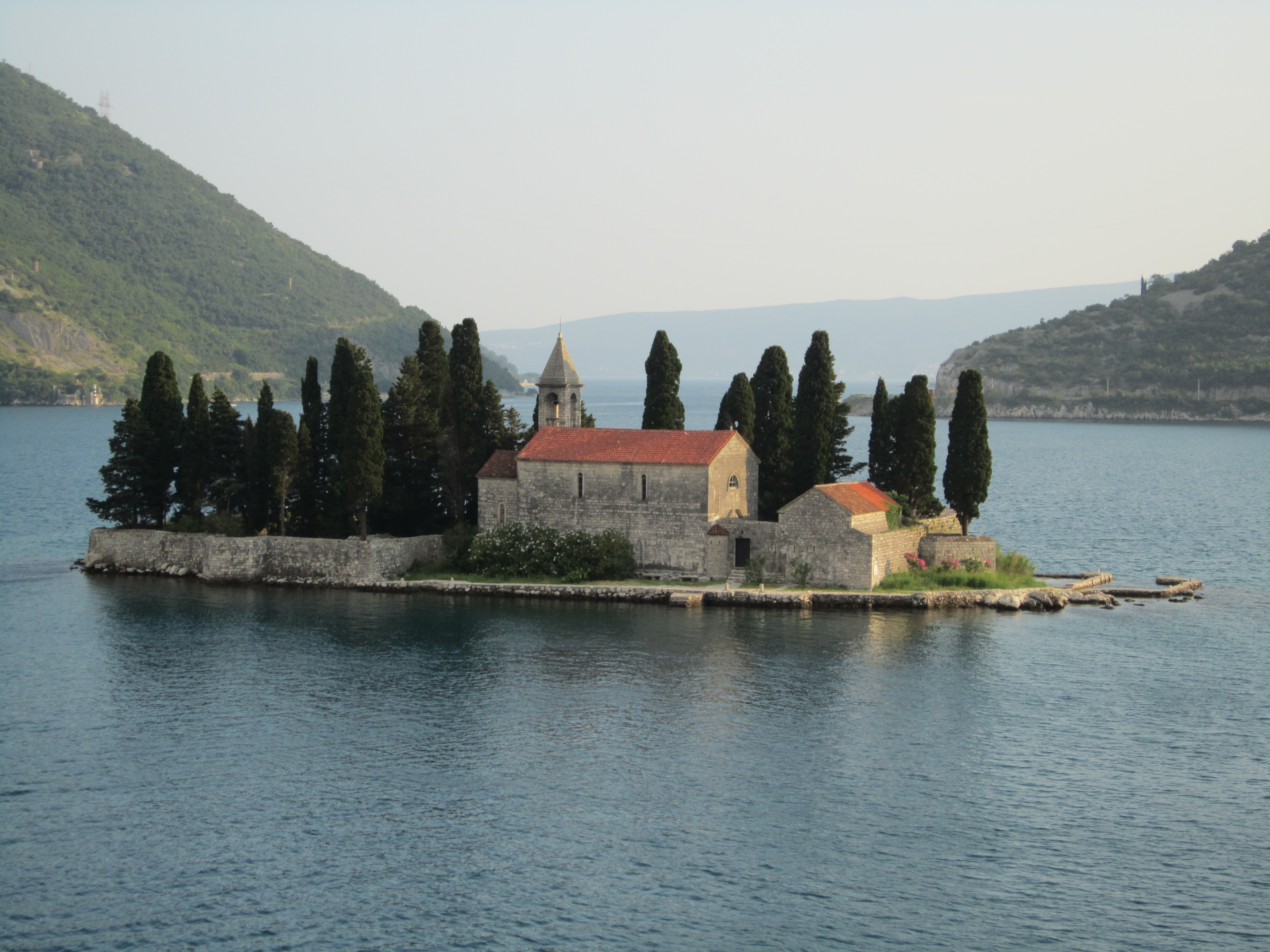
Monasterio benedictino en el islote Sveti Dorde en las bocas de Kotor

La sede de la diócesis se encuentra en la ciudad de Kotor, en donde se halla la Catedral de San Trifón. En Budva se encuentra la excatedral de San Juan Bautista, de la ex diócesis de Budva.

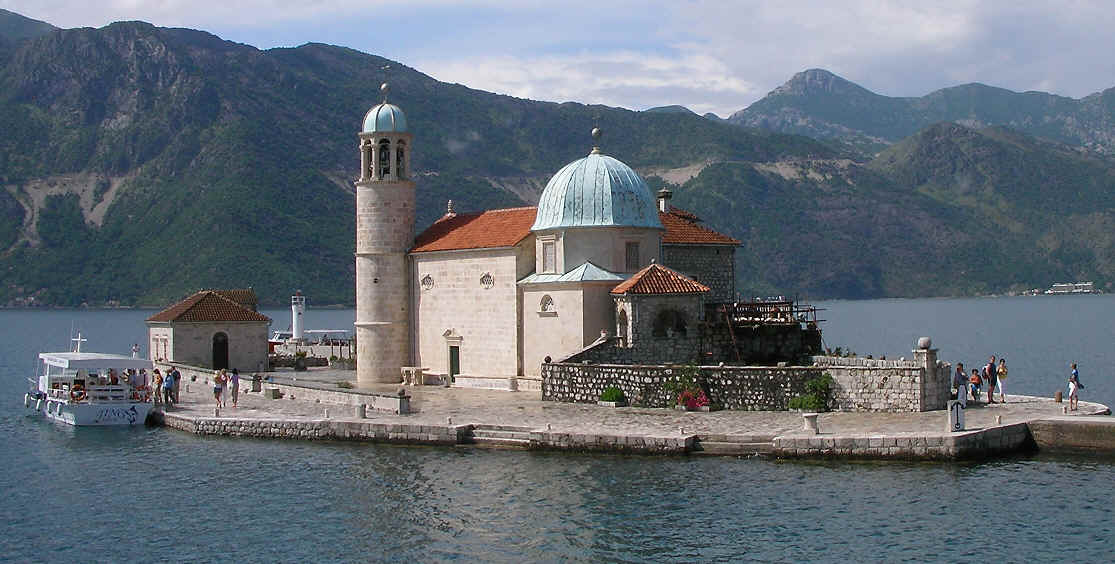
Santuario de Nuestra Señora de las Rocas, en el islote artificial Gospa od Škrpjela en las bocas de Kotor

En 2023 en la diócesis existían 25 parroquias.

## Historia
En el lugar de la actual Kotor estaba la colonia de Ascrivium en el Imperio romano. Risinium está documentada como sede episcopal de la región hasta finales del siglo VI. Su último obispo se menciona en 595, cuando la ciudad fue víctima del ataque de los ávaros y eslavos. Las reliquias de san Trifón fueron llevadas a Ascrivium el 13 de enero de 809. En 840 Ascrivium fue destruida por los sarracenos, pero pronto fue reasentada. 
La diócesis de Kotor fue erigida alrededor de los siglos V-VI. El primer obispo documentado es Giovanni, cuyo nombre aparece en algunas listas del Concilio de Nicea II en 787 como episkopos Dekatera. La diócesis también se menciona en los sínodos de Spalato en 925 y 927/928, en donde Kotor aparece entre las sufragáneas de la arquidiócesis de Spalato.
En 1025 el papa Juan XIX emitió una bula en la que Cattaro (nombre italiano de Kotor) se convirtió en sufragánea de la diócesis de Canusium (Canosa). En otra bula de 1063 del papa Alejandro II se menciona a Cattaro como sufragánea de la arquidiócesis de Bari, anteriormente conocida como la diócesis de Canusium. En 1067 la diócesis pasó a ser sufragánea de la arquidiócesis de Doclea-Bar.
En las luchas y disputas por la supremacía de la Iglesia dálmata e iliria, durante los siglos siglo XI y siglo XII, la diócesis de Kotor está documentada como sufragánea o de Ragusa (en 1078 y 1120) o de Bar (en 1089). En 1172 pasó a formar parte de la provincia eclesiástica de Bari, en la que permaneció hasta las primeras décadas del siglo XIX. En 1002 Kotor fue semidestruida por el Primer Imperio búlgaro y en 1003 se integró a la República de Ragusa. 
Desde 1185 Kotor quedó bajo el dominio serbio, hasta que en 1371 fue conquistada por el Reino de Hungría al Reino de Serbia. En 1385 quedó bajo la protección del rey Tvrtko I de Bosnia. Entre los siglos siglo XIII y siglo XIV, las fronteras de la diócesis llegaban hasta el río Danubio. Bajo la jurisdicción diocesana estaban: Prizren, Janjevo, Novo Brdo, Novi Pazar, Brskovo, Golubac, Brvenik, Plana, Mačva, Trepča, Trgovište y Belgrado. En el siglo XVI, Tripo Bisanti, obispo de Kotor, se autoproclamó obispo de Serbia (Totius Serviae).
Alrededor del siglo XV Kotor incorporó el territorio de la suprimida diócesis de Risano. Desde 1391 Kotor fue un estado independiente, pero a partir de 1423 quedó bajo el dominio de la República de Venecia, hasta que en 1797 pasó al Imperio austríaco. En esa época la mayoría de la población era católica y de lengua italiana, idioma que fue el oficial de la curia episcopal hasta el siglo XIX.
El 30 de junio de 1828 medainte la bula Locum beati Petri del papa León XII se convirtió en sufragánea de la arquidiócesis de Zadar; al mismo tiempo incorporó el territorio de la antigua diócesis de Budva, que estaba vacante desde hace tiempo.
En 1880 las parroquias de Spič, Šušanj y Brca, que pertenecían a la arquidiócesis de Bar, fueron transferidas a la diócesis de Kotor por decisión de la Congregación de Propaganda Fide.
A partir de la disolución del Imperio austrohúngaro en 1918, Kotor quedó dentro del Reino de los Serbios, Croatas y Eslovenos. Desde 1932 pasó a estar inmediatamente sujeta a la Santa Sede. Tras la breve incorporación a Italia entre 1941 y 1943, pasó a ser parte de la Yugoslavia comunista y la población católica continuó disminuyendo.
El 27 de julio de 1969 se restableció la provincia eclesiástica de Split-Makarska, y la diócesis de Kotor se convirtió en sufragánea.
En 1992 a causa de la disolución de Yugoslavia, unos 1000 fieles croatas abandonaron la diócesis. El 3 de junio de 2006 Montenegro se declaró independiente de Serbia y Montenegro, que se disolvió.
Luego de un concordato entre la Santa Sede y Montenegro que acordó que las jurisdicciones católicas debían ajustarse a los límites del país, el decreto Attenta norma de la Congregación para las Iglesias Orientales del 19 de enero de 2013 dispuso que los escasos fieles de rito bizantino de Montenegro dependieran de la arquidiócesis de Bar y de la diócesis de Kotor. La jurisdicción del exarca apostólico de Serbia y Montenegro (hoy eparquía de San Nicolás de Ruski Krstur) fue reducida a solo los fieles de Serbia y Kosovo.

## Estadísticas
Según el Anuario Pontificio 2024 la diócesis tenía a fines de 2023 un total de 6527 fieles bautizados.
| Año                                                                             | Población            | Población | Población      | Sacerdotes | Sacerdotes    | Sacerdotes    | Bautizados por sacerdote | Diáconos permanentes | Religiosos | Religiosos | Parroquias |
| Año                                                                             | Bautizados católicos | Total     | % de católicos | Total      | Clero secular | Clero regular | Bautizados por sacerdote | Diáconos permanentes | Varones    | Mujeres    | Parroquias |
| ------------------------------------------------------------------------------- | -------------------- | --------- | -------------- | ---------- | ------------- | ------------- | ------------------------ | -------------------- | ---------- | ---------- | ---------- |
| 1950                                                                            | ?                    | ?         | ?              | 24         | 20            | 4             | ?                        |                      | 2          | 35         | 30         |
| 1970                                                                            | ?                    | 40 000    | ?              | 23         | 19            | 4             | ?                        |                      | 8          | 88         | 21         |
| 1980                                                                            | 11 000               | 40 500    | 27.2           | 25         | 22            | 3             | 440                      |                      | 4          | 95         | 28         |
| 1990                                                                            | 12 550               | 47 600    | 26.4           | 21         | 16            | 5             | 597                      |                      | 5          | 20         | 29         |
| 1999                                                                            | 10 000               | 90 000    | 11.1           | 124        | 122           | 2             | 80                       |                      | 2          | 38         | 28         |
| 2000                                                                            | 10 000               | 90 000    | 11.1           | 13         | 11            | 2             | 769                      |                      | 2          | 37         | 28         |
| 2001                                                                            | 10 000               | 70 000    | 14.3           | 15         | 12            | 3             | 666                      |                      | 3          | 37         | 28         |
| 2002                                                                            | 10 000               | 50 000    | 20.0           | 15         | 13            | 2             | 666                      |                      | 2          | 29         | 28         |
| 2003                                                                            | 10 000               | 50 000    | 20.0           | 13         | 11            | 2             | 769                      |                      | 2          | 28         | 28         |
| 2004                                                                            | 10 000               | 50 000    | 20.0           | 14         | 12            | 2             | 714                      |                      | 2          | 34         | 28         |
| 2013                                                                            | 10 030               | 111 000   | 9.2            | 16         | 13            | 3             | 626                      |                      | 3          | 32         | 25         |
| 2016                                                                            | 11 003               | 105 012   | 10.5           | 17         | 13            | 4             | 647                      |                      | 4          | 27         | 25         |
| 2019                                                                            | 8300                 | 95 000    | 8.7            | 15         | 13            | 2             | 553                      |                      | 2          | 25         | 25         |
| 2021                                                                            | 8300                 | 95 000    | 8.7            | 13         | 13            |               | 638                      |                      |            | 24         | 25         |
| 2023                                                                            | 6527                 | 97 353    | 6.7            | 13         | 13            |               | 638                      |                      |            | 24         | 25         |
| Fuente: Catholic-Hierarchy, que a su vez toma los datos del Anuario Pontificio. |                      |           |                |            |               |               |                          |                      |            |            |            |

## Episcopologio
- Giovanni † (mencionado en 787)
- Anónimo † (mencionado en 77)[nota 1]
- Anónimo † (mencionado en 1030 o 1033)[nota 2]
- Grimaldo † (mencionado en 1090)
- Ursacio † (mencionado en 1124)
- Nicéforo I † (antes de 1141-después de 1153)
- Malone † (1154-después de 1166)
- Niceforo II † (circa 1170-1178 falleció)
- Maione † (1179-?)
- Buschio † (antes de 1181-después de 1191)
- Michele † (circa 1200-?)
- Bergio (o Sergio) † (mencionado en 1205)
- Biagio † (antes de 1220-después de 1239)
- Deodato † (mencionado en 1247)
- Centiberio † (antes de 1249-1255 falleció)
- Marco (o Mario) † (circa 1260-después de 1271)
- Doimo I † (1280-circa 1328 falleció)
- Sergio I † (10 de octubre de 1328-15 de abril de 1331 nombrado obispo de Pola)
- Raimondo Agonti de Clareto, O.Carm. † (15 de abril de 1331-17 de agosto de 1334 nombrado obispo de Venosa)
- Tommaso da Ripatransone, O.P. † (17 de agosto de 1334-1343 renunció)
- Sergio II † (27 de octubre de 1343-? falleció)
- Bartolomeo † (14 de julio de 1348-30 enero de 1349 nombrado obispo de Traù)
- Adamo † (24 de julio de 1349-circa 1352 falleció)
- Doimo II, O.F.M. † (25 de octubre de 1352-circa 1368 falleció)
- Bernardo I † (29 de abril de 1374-?)
- Giovanni † (1375-?)
- Bartolomeo Vanni, O.E.S.A. † (1388-5 de febrero de 1395 nombrado obispo de Calvi)
- Nicola Drago † (mencionado en 1397 ?)
- Dionigi † (1400-? falleció)
- Antonio da Bitonto, O.S.B. † (10 de febrero de 1410-circa 1421 falleció)
- Raimondo da Viterbo, O.F.M. † (13 de agosto de 1421-? falleció)
- Francesco Pavoni † (2 de octubre de 1422-14 de mayo de 1425 nombrado obispo de Argo)
- Secondo Nani † (14 de mayo de 1425-1428/1429 falleció)
- Martino Contarini † (10 de julio de 1430-19 de noviembre de 1453 nombrado obispo de Treviso)
- Bernardo da Venezia † (21 de noviembre de 1453-1457 falleció)
- Angelo Fasolo † (16 de febrero de 1457-7 de noviembre de 1459 nombrado obispo de Modone)
- Marco Negro † (7 de noviembre de 1459-29 de marzo de 1471 nombrado obispo de Ossero)
- Antonio di Pago † (29 de marzo de 1471-?)
- Pietro Bruto † (circa 1471-1493 falleció)
- Giovanni Chericato † (16 de agosto de 1493-septiembre de 1513 falleció)
- Trifone Bisanti † (2 de mayo de 1514-1540 falleció)
- Luca Bisanti † (1540 por sucesión-1565 renunció)
- Paolo Bisanti † (12 de octubre de 1565-1575 renunció)
- Franjo Župan, O.F.M.Conv. † (21 de noviembre de 1578-1581 falleció)
- Girolamo Bucchia † (20 de octubre de 1581-1603 falleció)
- Angelo Baroni, O.P. † (11 de febrero de 1604-31 de agosto de 1611 nombrado obispo de Chioggia)
- Girolamo Rusca, O.P. † (5 de diciembre de 1611-29 de abril de 1620 nombrado obispo de Capodistria)
- Giuseppe Pamphili † (15 de junio de 1620-1622 falleció)
- Vincenzo Bucchia (Buschio) † (5 de diciembre de 1622-1655 falleció)
- Ivan Antun Zboronac † (24 de julio de 1656-1688 renunció)
- Marino Drago † (31 de mayo de 1688-3 de octubre de 1708 nombrado obispo de Curzola)
- Franjo Parčić, O.P. † (6 de mayo de 1709-mayo de 1715 falleció)
- Simeone Gritti † (30 de marzo de 1716-8 de junio de 1718 nombrado obispo de Ferentino)
- Giacinto Zanobetti, O.P. † (27 de junio de 1718-10 de agosto de 1742 falleció)
- Vincenzo Drago † (15 de julio de 1743-2 de agosto de 1744 falleció)
- Giovanni Antonio Castelli † (7 de septiembre de 1744-29 de mayo de 1761 renunció)
- Stefano dell'Oglio † (19 de abril de 1762-24 de junio de 1788 falleció)
- Giovanni Martino Bernardoni Baccolo  † (30 de marzo de 1789-5 de junio de 1793 renunció)
- Michele Spalatin  † (12 de septiembre de 1794-27 de junio de 1796 nombrado obispo de Šibenik)
- Francesco Pietro Raccamarich † (27 de junio de 1796-20 de julio de 1801 nombrado obispo de Ossero)
- Marc'Antonio Gregorina  † (28 de septiembre de 1801-9 de junio de 1815 falleció)
- Stefano Paulovich-Lucich † (28 enero de 1828-2 de marzo de 1853 falleció)
- Vincenzo Zubranić † (7 de abril de 1854-19 de junio de 1856 nombrado obispo de Ragusa)
- Marco Calogerà † (19 de junio de 1856-29 de octubre de 1866 nombrado obispo de Spalato y Macarsca)
- Juraj Markić † (22 de junio de 1868-3 de enero de 1879 falleció)
- Casimiro Forlani † (12 de mayo de 1879-3 de agosto de 1887 falleció)
- Trifon Radoničić † (1 de junio de 1888-antes del 18 de marzo de 1895 falleció)
  - Josip Grgur Marčelić † (16 de enero de 1893-18 de mayo de 1894 nombrado obispo de Ragusa de Dalmacia) (administrador apostólico)
- Francesco Uccellini † (18 de marzo de 1895-1 de junio de 1937 falleció)
- Pavao Butorac † (5 de enero de 1938-25 de septiembre de 1950 nombrado obispo de Ragusa de Dalmacia)
  - Sede vacante (1950-1981)
- Marko Perić † (29 de abril de 1981-5 de junio de 1983 falleció)
- Ivo Gugić † (22 de noviembre de 1983-11 de marzo de 1996 retirado)
- Ilija Janjić (11 de marzo de 1996-28 de septiembre de 2019 retirado)[nota 3]
- Ivan Štironja (22 de diciembre de 2020-31 de enero de 2023 nombrado obispo de Poreč y Pula)[nota 4]
- Mladen Vukšić, O.F.M., desde el 12 de septiembre de 2024